# Дунгани
Дунґани (дунг. Хуэйзў кит. спр.回族 пін.Huízú акад.Хуейцзу кит. трад.東干族 пін.Dōnggānzú акад.Дунганьцзу) — народ, що мешкає в Киргизстані, південному Казахстані та Узбекистані. Також в КНР проживає понад 9.800.000 китайськомовних мусульман гуейцзу, яких часто відносять до тієї ж національності.

## Назва
У СРСР в процесі національно-державного розмежування в Середній Азії, ініційованого в 1924 році, як офіційна назва для китайськомовних мусульман був обраний і використовувався раніше в російській літературі етнонім «дунґани». У внутрішньому Китаї це слово не було відомо. У Сіньцзяні воно стало вживатися оточуючими народами як назва (але не самоназва) тих хуейцзу, які були масово переселені з провінцій Ганьсу і Шеньсі як військові поселенці - головним чином в 1871 р під час утворення Ілійського генерал-губернаторства з центром у Кульдже. За однією з версій, слово «дунгани» має тюркське походження. За іншою, нещодавно запропонованої професором синьцзянськімі університету Хай Фен, слово дунгани схоже до китайського слову тунькень (屯垦) - «військові поселення прикордонних земель», широко поширеній в Сіньцзяні в період його освоєння  Китаєм. У китайській літературі слова дунґаньжень (东 干 人) "дунгани", дунганьцзу 东 干 族 «національність дуньгань» вживається тільки стосовно до дунгани СРСР / країн СНД.
Одна з багатьох їдалень на ринку «Дордой» в передмісті Бішкека, що рекламують «Дунґанську кухню»

## Чисельність
Зараз дунгани найширше представлені у населенні Джамбульської області Казахстану (близько 40 тис. осіб; 36,9 тис. У всьому Казахстані за переписом 1999), а також в північній Киргизії, де цей народ нараховує приблизно 55 тис. або 1,2% населення республіки (51766 за переписом 1999). У Росії, згідно з переписом 2010 року, мешкало 1651 дунган, що більш ніж удвічі вище показника попереднього перепису (за 2002 рік) - 800. В Україні, згідно з переписом 2001 року мешкає, 133 дунґани.

## Походження

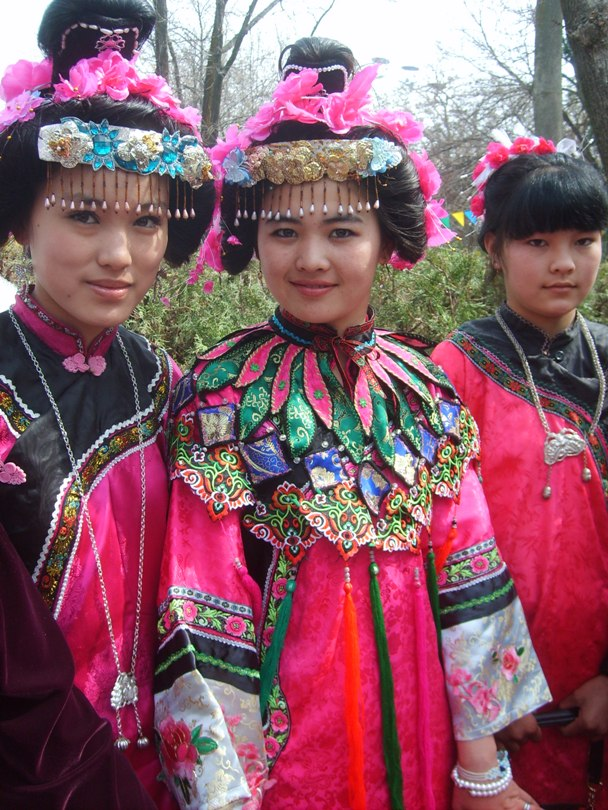
Дунґани

Дунґани є нащадками гуейцзу, частина яких, як і більш численні уйгурів, переселилися на територію Російської імперії в 1880-х роках після поразки антіцінского повстання дунган в північно-західному Китаї. 
Олександр Кадирбаев, доктор історичних наук, в.н.с. Інститут сходознавства Російської Академії Наук: 
| «У етногенезі гуей, що живуть в Юньнані, Гуандуні, Фуцзяні, на острові Хайнань, певну роль зіграли нащадки змішаних шлюбів арабів і іранців, торгові громади яких з VIII по XIII століття поколіннями жили в портових китайських містах, з китаянками, що знайшло відображення у фольклорі хуей, в їх легендах. Одна з легенд, що існують і понині серед хуей і дунган, відносить їх появу як наслідок шлюбів арабів, що жили в Китаї і одружених з китаянками, хоча й проектує ці події на ще більш ранні часи епохи Тан. Гуей або дунгани - мусульмани суннітського напрямку ханіфітського масхабу. Спроби їх асиміляції китайцями впродовж сторіч, в тому числі і в порівняно недавній час (1949-1979 рр.), були безуспішні. Серед причин живучості мусульманської громади в Китаї, насамперед їхня ревна віра в ісламські духовні цінності, оскільки саме іслам став основою формування хуей як етносу, народу. Сприяли виживанню хуей їх географічна розпорошеність і багатоликість. З одного боку, китайська влада не мали перед собою компактної маси мусульман, яку можна було б розчленувати і тим самим послабити. З іншого боку, хуей виступали одночасно і як релігійна, і як етнокультурна, а нерідко і як професійна група населення. У результаті у влади не було єдиного критерію кваліфікації мусульманських підданих. Таким критерієм виявлялося поведінка самих мусульман. Поки хуей поводилися смирно, вони були частиною "доброго народу", хоча і дуже своєрідним за своїми звичаями в строкатому складі жителів "Піднебесної імперії". Варто було їм обуритися, як вони в очах китайської влади втрачали саме право на життя. Хуей, близькі з мови та багатьом особливостям культури китайцям, поза сумнівом окремий від них етнос з чітко вираженим Етнорелігійний самосвідомістю, що визнається сучасним китайською державою. У КНР хуей мають статус національної меншини і мають національно-державну автономію - Нінся-Хуейський автономний район, зіставний з нашим поняттям краю або республіки. З 1979 р і до наших днів після приходу до влади "патріарха китайських реформ" Ден Сяопіна почалося відродження ісламу в Китаї та відновлення зв'язків його мусульманських народів з ісламським світом, що в цілому сприяло зміцненню лояльності хуей по відношенню до китайської держави. На китайську мову була переведена священна книга мусульман - Коран. Саме народ хуей є ісламським обличчям однієї з найбільших цивілізацій світу - китайської цивілізації. Таким чином, прихильники Аллаха слідували заповітам Пророка Мухаммада, який, як стверджують, казав: «За знаннями не лінуйтеся навіть йти в Китай, оскільки оволодіння знаннями обов'язково для мусульман». З кінця XVI ст. у зв'язку із занепадом міжнародної торгівлі на північно-західних окраїнах мінського Китаю регулярно відбувалися повстання хуей як реакція на утиски китайської влади.» |
Дунґани, у своїй більшості, є торговцями (в минулому, багатими купцями), банкірами, і по праву вважаються досвідченими бізнесменами. У період гонінь і переселення хуецуйцев в Російську Імперію (країни Центральної Азії), багато хто був змушений залишити свої будинки і майно, покидаючи межі Китаю.

## Відомі дунґани
- Майя Манеза — казахська важкоатлетка.
- Зульфія Чиншанло — казахська важкоатлетка.